# Josep Maria Milà i Pi
Josep Maria (o simplement Josep) Milà i Pi (Barcelona, 21 d'octubre de 1853 - Esplugues de Llobregat, el Baix Llobregat, 26 d'abril de 1922) va ser un jurista, advocat i polític català.
Fill de Josep Milà i Mestre i Teresa Pi i Torrent, naturals de Vilanova i la Geltrú, fou un advocat i polític català, germà de l'empresari Pere Milà i Pi i pare de Josep Maria Milà i Camps. Treballà amb Manuel Planas i Casals i políticament milità en el Partit Liberal Fusionista. Després de la dimissió de Bartomeu Robert i Yarzábal arran del Tancament de Caixes d'octubre de 1899 fou nomenat alcalde de Barcelona. Tot i mostrar una posició més favorable al Govern d'Espanya, les protestes constants a favor de l'alcalde sortint van provocar la seva dimissió.